# 三木崇史
三木 崇史（みき たかふみ、1985年11月26日 - ）は、日本の俳優である。福岡県出身。趣味は映画・能楽・歌舞伎鑑賞、ギター、旅行、歴史探究。特技は殺陣、モノマネ、ボクシング、バレーボール。スポーツトレーナーの専門学校に通った経験から、トレーニングプログラムの作成やマッサージの技術も持つ。ニックネームは「みっきー」、「みきお」。名前の読みを、よく「たかし」と間違えられる。現在はフリーで活動している。

## 略歴
地元福岡にてTVCMやバラエティ番組、DVDドラマ、映画、舞台、モデルを経て上京。高田拓土彦に師事し、役者としての演技・理念、また、映像・舞台の制作を学ぶ。歴史と文化への関心から、殺陣や所作の学修にも長年努め、国立音楽院はじめ芸能事務所での講師としても務め、殺陣、所作、日本語の授業を行っている。
観世流能楽シテ方の片山伸吾に師事し、能楽の仕舞いや謡にも力を入れている。
由緒ある「殺陣田村」を披露している。山形県鶴岡市の伝統行事「荘内大祭」では旧庄内藩主酒井家の御前で甲冑隊として一騎討ちの演舞を行った。
2016年11月19日に行われた「グアム日本人　Japan Autumn Festival」のステージでは3万人の観客の前で芝居と殺陣を披露した事をきっかけに海外への活動にも力を入れはじめる。毎年乗船している客船ダイヤモンド・プリンセス内シアターにて、立ち見が出るほどの観客のなか、殺陣、芝居、生演奏、ダンスなど様々なジャンルで公演。最後はスタンディングオベーションにて締めくくられた。
近年ではサウジアラビア、インドネシア、タイなど各国のフェスやショーにて芝居、殺陣、ダンス、交流などを特化したクリエイティブな表現を披露し会場を沸かせ、海外での知名度も上げている。
2019年5月18日に函館五稜郭にて行われた「第32回　土方歳三コンテスト全国大会」にて、俳優の山本耕史特別審査員のもと優勝。
海外映画、海外ドラマなどの作品への出演を視野に入れ、ガンアクション、カーアクション、ボディアクション、乗馬、英語、中国語などを習得中。
「全国龍馬社中」の一団体「日本橋龍馬会」会長。「RYOUMA株式会社」代表取締役 COO/プロデューサー。

## 日本橋龍馬会としての活動
会長を務めている日本橋龍馬会は、坂本龍馬の「自忘他利」の精神を共有・拡大・継承していこうと龍馬に関わる団体で結成された全国龍馬社中の一員である。
日本橋龍馬会の特徴として、日本の歴史的文化、演劇、伝統芸能を世界に発信し、さらに若者に継承していこうという志で運営されており、日本海外各地の企業とのコラボイベント等に出演し、殺陣や芝居を中心としたステージショーを行っている。
なお、日本橋龍馬会での活動の際は名前表記を三木 崇富美としている。

## 出演

### 映画
2011年
- ガッツ石松監督・主演映画『罪と罰』 助監督 おかま役

2017年
- アダム・シャーマン監督

『She's just a shadow』（ハリウッド海外映画）　マフィア役
2018年
- 二宮健監督『THE LIMIT OF SLEEPING BEAUTY』黒服役

2019年
- Werner Herzog監督『 Family Romance』　（ドイツ海外映画）殺陣師役

2020年
- 片山拓監督 『歪な体温』（ロシア映画祭出展作品） 遠藤アキラ役

2024年
- 遠藤一平監督『ひとつの空』生川悠斗役[2]

2025年
- 『名もなき池』刀鍛冶師　坂本龍剣役[3]

### 舞台
- PARTY（新宿シアターミラクル）友幸 役
- サンキュー（MAKOTOシアター銀座）老婆（ばぁちゃん）役

2009年
- ガッツ石松WBC世界ライト級チャンピオン獲得・芸能生活35周年特別記念公演『しあわせになろうね』（俳優座劇場）野沢ヒロシ 役

2010年
- チェーホフ生誕150周年記念『かもめ〜愛を紡ぐ人〜』（シアターΧ）イワノフ 役

2011年
- ソラオの世界2011（前進座劇場）10役以上（2011.10.05-09）
- 第6回 居酒屋甲子園2011（千本桜ホール）主演　良作役（2011.10.22-23）
- 裏切りは僕の名前を知っている（銀座博品館劇場）祇王天白（ぎおうたかしろ）役（2011.12.21-25）

2012年
- 即興芝居イベント「Action!」vol.1、vol.2、vol.3、vol.5、vol.6（東京FMホール）
- 裏切りは僕の名前を知っているvol.2（銀座前進座劇場）祇王天白（ぎおうたかしろ）役（2012.8.01-05）
- 裏切りは僕の名前を知っているvol.3（シアター1010）祇王天白（ぎおうたかしろ）役（2012.11.18-25）

2013年
- ATOMIC☆STORM -The Musical- 明るい僕らの未来編（杉並区立杉並芸術会館《座・高円寺1》）ジェームス役（2013.5.31-6.16）
- 結晶物語（上野ストアハウス）レオン・プリンス役（2013.7.10-14）
- 朗読劇「いのちの初夜」
- 鬼切姫　-第二章-「来るべき日」（渋谷区文化総合センター大和田・伝承ホール）西国堂司（さいごくどうじ）役（2013.11.13-17）

2014年
- 現代映画朗読劇「風子」主演 晴男役（2014.11.23）

2015年
- タガタリススムの、的、な。（杉並区立杉並芸術会館《座・高円寺1》）砂川喜一郎役（2015.6.4-7）

2016年
- ツラヌキ怪賊団　Tribute Sailing「ここだけの話」ボーイ役（2016.5.12-13）
- 鶴屋南北作「東海道四谷怪談」（築地歌舞演場）四谷左門 伊藤喜兵衛役（2016.9.17）
- グアム日本人会「Japan Autum Festival」（2016.11.19）

2017年
- ENGAGE（シアターグリーンBIG TREE THEATER）新宮統役（2017.2.8-12）
- 公益社団法人 日本外国特派員協会プレスクラブ（2017.10.23）
- 新宿文化センタークリスマスイベント

2018年
- 渋谷桜まつり（さくら通り）（2018.3.30）
- 溝ノ口劇場音楽フェス（2018.5.26）
- ダイヤモンド・プリンセス「プリンセスシアターショー」（2018.6.3-8）
- 日蘭友好サムライフェス（2018.7.7-8）
- サウジアラビア国エンタメ庁主催「日本交流イベント」（2018.7.11-18）
- ボルティモア交流会（2018.8.3）
- 長野県諏訪市伊東近代美術館（2018.8.15-16）
- ビックカメラ有楽町店 店頭ショー（2018.9.2）
- 第30回明治維新150年記念 全国龍馬ファンの集い「世界維新」〜世界を今一度せんたくいたし申候〜（国際フォーラム 2018.10.6-8）
- 西島数博主催JDI『SPECIAL DANCE GALA -挑戦者たちの華麗なる祭典-』（TRAVEL HUB MIX）（2018.12.27）

2019年
- インドネシア公演〜縁日祭〜（ジャカルタ）
- ジャポネスクルー2019　（La.mama）
- ダイヤモンド・プリンセス〜長崎歴史紀行クルーズ〜（プリンセスシアター）
- 戦中八策（Asakusa Gold Sounds）

2020 年
- 長崎・龍馬の足跡プロジェクト「長崎 聖福寺に坂本龍馬像を建立する!!」(日本橋 長崎館 アンテナショップ)

2021 年 
- 大和晃三郎とその仲間(なかの芸能小劇場)

2022年
- 株式会社TOKYO TOWER主催『333匹の鯉のぼり』（東京タワー）
- ASHIKAGA MEETING2022　イベント出演　主演武士（栗田美術館 2022.10.30）
- 番外　殺陣祭　新選組激闘編　主演　清河八郎役（七生公会堂ホール 2022.11.12-13）
- サウジアラビア国「リヤドシーズン」

2023年
- スリランカ支援特別チャリティ講演（国連大学 レセプションホール　2023.4.16）
- JAPAN THEATER 別所温泉芸術祭（長野県別所神社　2023.9.23）
- JAPAN THEATER　人間環境大学附属岡崎高等学校芸術鑑賞会　（岡崎市民ホール　2023.10.18）
- 東京コミックコンベンション2023（幕張メッセ　メインステージ　ブースステージ2023.12.8-10）

2024年
- 春の全国交通安全運動「志村交通安全のつどい」交通安全呼びかけ時代劇ショー（2024.4.6）広報啓発活動による感謝状授与[4]
- 我孫子市みんながつながるSDGsフェア　時代劇ショー（2024.5.5-6）
- WAZA ART FES in名古屋　（橦木館2024.7.6-7）
- 音楽×時代劇ライブエンターテイメント『MEN』〜仮面に隠された人間の素顔〜（平賀スタジオ　2024.11.2.3）

### TV
- ダウンタウンのガキの使いやあらへんで!!絶対に笑ってはいけない名探偵24時事件現場編 若手刑事役（2015.12.31 日本テレビ系列）
- 人気芸能人　仰天ハプニング100連発　目の前に窃盗犯が…ハプニング編 聴取刑事役（2016.1.24 フジテレビ系列）
- ぐるナイ　北海道ゴチ!大泉洋が大暴れSP　再現VTR内 大泉洋マネージャー役（2017.11.30 日本テレビ系列）
- 有田哲平の夢なら醒めないで　ちょっと厄介な独身美女SP　高橋由美子再現VTR内 男性役（2018.1.9 TBS系列）
- 奇跡体験!アンビリバボー　娘の命を救いたい 素人夫婦が医療器具の開発に挑む　再現VTR内 若手研究員役（2018.2.1 フジテレビ系列）
- 絶対零度～未然犯罪潜入捜査～　第7話　不倫男役（2018.8.20 フジテレビ系列）
- ダウンタウンのガキの使いやあらへんで‼︎ 絶対に笑ってはいけないトレジャーハンター24時!研究所展示室編 若手刑事役（2018.12.31 日本テレビ系列）
- 金曜プレミアム・池上彰SP 大災害！ 私たちを救う警察・消防・自衛隊の実力 首都直下型地震 完全シミュレーション 部下役（2019.2.22 フジテレビ系列）
- 週末ハッピーライフ！お江戸に恋して（TOKYO MX）ゲスト出演
- AbemaTV「ヒプノシスマイク-Division Variety Battle-」 刑事役
- ルパンの娘（フジテレビ系列） 悪の手下リーダー役
- きれいのくに　(2021年4月12日_)NHK総合 教師役
- CX「芸能人が本気で考えた！ドッキリGP」4時間SP（フジテレビ全国系列）猟友会役
- ハコヅメ～たたかう!交番女子～ 第8話（2021.9.8　日本テレビ）‐ 違法デリヘル店員役
- 親愛なる僕へ殺意を込めて 第1話（2022.10.5　フジテレビ系列）2話（10.12）3話（10.19）4話（10.26）王川役
- マウンテンドクター（2024.9.16 フジテレビ系列）友人役
- ガンニバル シーズン2（2025年3月19日、Disney+ Star）後藤家役

### CM
- ロッテ キシリトールエクシー 加藤茶編
- コカ・コーラ 2012年ジョージア サマーキャンペーンポイントプログラム プロモーションCM
- DECKS東京ビーチ PV 主演カップル役
- 住宅会社スムストック あやしい男役/ナレーション
- ワイモバイル マハラジャ編
- 東京スカイツリータウン5周年＆シタマチワンダーランド計画編
- キリン「午後の紅茶おいしい無糖 リリー・フランキー カレー」篇　旅人役
- BRIDE CM BRIDE SEATS:MADE IN JAPAN 主演　侍役
- Lamu（ラミュー）映画館・街頭ビジョンサイネージ広告　サムライ役

### 写真集
- SUPER MIKI （2013.2.2）※撮影は写真家のレスリー・キーによるもの
- EMOTION photographed by TETSUYA HANEDA
- TIME FLOW photographed by YUSUKE NAITO
- H＋ERO photographed by Ryo Chin

### 雑誌
- ムック戦国年間2013年度版 マイベストインタビュー俳優部門担当

### モデル
- WWD JAPAN
- 福岡県 岩田屋260週年記念キャンペーン「いい日」(2014年)
- TOKYO RUNWAY 2015 SPRING/SUMMER FASION オープニングPV
- UNICORN 「ゆ 13-14」CDジャケット写真
- 第2回キスカワフェスティバル×Kiss Bee 赤坂BLITZ〜再生のメリークリスマス〜
- グラブルフェス2017 イベント内公式コスプレ出演　ラカム役（2017.12.22-23）
- グラブルフェス2018 イベント内公式コスプレ出演　ラカム役（2018.12.15-16）
- チチカカ メンズ専属モデル
- 『Meets アトレ竹芝 SCENE GUIDE』イメージモデル

その他雑誌多数

### MV
- #037（オースリーセブン）「INNOCENT LOVE」主演男子学生役
- NO NAME feat.DABO,velvet kiss「CONFLICT」
- DOBERMAN INFINITY「to YOU」
- HKT48「74億分の1の君へ」
- 山内恵介「愛が信じられないなら」メインカップル役

### WEB
- 「アラサーハンターが行くイケメンWANTED」第一回2009年イケメンコンテスト第一位 (WOMENJAPAN.COM)
- 「速報オーディション&アイドルnavi」2010年第9回ミスターAメイトコンテスト第一位
- リクルートゼクシィnet「プラチナ男子」webドラマ第二話 主演男優
- Avec Dog Presence モデルコラボ企画第一弾　ペアルックTシャツデザイン及び担当モデル
- CANDY・A・GO・GO、EIKA-FLOWER OF LIFE-、SOHO the BAR、コラボPV 主演 上川昇役
- 丸の内ヘルスカンパニー/公式プロモーション映像 部下役
- TikTok Japan開催　ハッシュタグチャレンジ「#ショートフィルム」第二期(2022年12月度） アドビ賞受賞作NUTS_FILM（@nuts_film）「被害者はダレだ？篇」主演男優

### ラジオ
- 「占い師天海のイケメンさんいらっしゃーい！！」ゲスト出演(2016.1.31)